# Hogna commota
Hogna commota là một loài nhện trong họ Lycosidae.
Loài này thuộc chi Hogna. Hogna commota được Willis J. Gertsch miêu tả năm 1934.